# فورمیلیانا
فورمیلیانا (به ایتالیایی: Formigliana) یک کومونه در ایتالیا است که در استان ورسلی واقع شده‌است.

## خصوصیات
فورمیلیانا ۱۷٫۱ کیلومترمربع مساحت و ۵۴۸ نفر جمعیت دارد.